# Sawen Andriasjan
Sawen Andriasjan (armenisch Զավեն Անդրիասյան, in wissenschaftlicher Transliteration Zaven Andriasyan; * 11. März 1989 in Jerewan) ist ein armenischer Schachspieler. Der Weltverband FIDE führt ihn unter der englischen Transkription Zaven Andriasian.
Andriasjan machte Ende der 1990er Jahre als starker Jugendspieler auf sich aufmerksam: Bereits 1998 war er Teilnehmer an der Jugendeuropameisterschaft U10, 2005 gewann er die Jugendeuropameisterschaft U16 in Herceg Novi. Ein Jahr darauf wurde er Vizeeuropameister in der Kategorie U18 und im gleichen Jahr Juniorenweltmeister in Jerewan. Dieser vollkommen unerwartete Erfolg für Andriasjan bedeutete für ihn auch zugleich den Großmeistertitel.

## Vereine
Andriasjan spielte in der armenischen Mannschaftsmeisterschaft für verschiedene Vereine aus Jerewan, und zwar 2005 und 2006 für die Schachschule Jerewan, 2007 und 2008 für FIMA, 2009 für den Meister MIKA und 2014 für den Meister Pjunik. Am European Club Cup nahm er 2008 mit FIMA sowie 2009 bis 2011 mit MIKA teil. Mit der Mannschaft erreichte er 2009 den zweiten Platz, in der Einzelwertung gelangte er 2010 auf den dritten Platz am ersten Reservebrett. In China spielte er 2012 für die Auswahl aus Tianjin und 2017 für Shenzhen Longgang.